# NGC 986
NGC 986 es una galaxia espiral barrada (SBab) localizada en la dirección de la constelación de Fornax. Posee una declinación de -39° 02' 45" y una ascensión recta de 2 horas, 33 minutos y 34,1 segundos.
La galaxia NGC 986 fue descubierta el 5 de agosto de 1826 por James Dunlop.